# Nebria angustula
Nebria angustula (лат.) — вид жуков-жужелиц из подсемейства плотинников. Распространён в Камчатском крае. Длина тела имаго 10,5—12,5 мм. Тело чёрное; надкрылья, щупики, усики и ноги буроватые.